# Ibtissem Guerda
 (août 2020).
Si vous disposez d'ouvrages ou d'articles de référence ou si vous connaissez des sites web de qualité traitant du thème abordé ici, merci de compléter l'article en donnant les références utiles à sa vérifiabilité et en les liant à la section « Notes et références ».
Ibtissem Guerda, née à Mantes-la-Jolie, est une réalisatrice, scénariste et actrice française

## Filmographie

### Télévision
- 2004 - 2005 : Plus belle la vie : Aïcha Djellal (59 épisodes : 2-117)
- 2004 : Une autre vie de Luc Béraud
- 2006 : Maldonne de Patrice Martineau
- 2007 : Les Jurés de Bertrand Arthuys
- 2018 : Une famille formidable

### Cinéma
- 2002 : Du poil de la bête de Hany Tamba
- 2005 : Sans voix de Reno Epelbloin
- 2007 : Le String rouge de Bruno Auger
- 2008 : Leurre du vol d'Ambroise Michel
- 2008 : Tu seras un homme d'Olivier Dujols
- 2010 : La Souricière de Antoine Besson et Yasmina Ghemzi

### Courts métrages
- 2007 : Bâtiment B de Thierry Benamary
- 2008 : Bâtiment C de Nicolas Goret
- 2011 : Guet-Apens d'Ambroise Michel

### Réalisatrice
- 2013 : Pour ton bien avec Ambroise Michel Karim Leklou  et Sabrina Dina
- 2015 : Voiler la face avec  Azedine Kasri et India Hair

## Théâtre
- 1997 : Jeu de massacre, mise en scène de Mathieu L'Oiseau, Théâtre de Mantes-la-Jolie
- 1997 : Les Haineuses Colonies (création), mise en scène de Mathieu L'Oiseau, Théâtre de Mantes-la-Jolie
- 1998 : Comédie musicale (création), compagnie de danse hip-hop-ragga de Mantes-la-Jolie
- 2001 : Duo comique (café-théâtre) dans plusieurs théâtres des Yvelines
- 2006 : Frankenstein, mise en scène Christophe Dagober, à Haute-Goulaine (Loire-Atlantique)
- 2008 : Araberlin, mise en scène Claire Fretel, au Théâtre de Charenton
- 2011 : Le Médecin Malgré lui, mise en scène Laetitia Guedon, au théâtre du gymnase
- 2013 : Les démineuses de Milka Assaf, au 20e théâtre

## Publication
2020 : De kaolin et de Feu